# 493 a.C.

## Eventos
- Póstumo Comínio Aurunco, pela segunda vez, e Espúrio Cássio Vecelino, pela segunda vez, cônsules romanos.
- Os volscos recomeçam as hostilidades contra os romanos, mas são derrotados, e perdem sua principal cidade, Coríolos.[1]
- Dario I ordena a derrubada das muralhas de Tasos, e o envio de sua frota para Abdera.[2]
- Para testar se os gregos iriam lutar ou se submeter, Dario envia embaixadores à Grécia demandando terra e água. Os habitantes da ilha de Égina sãos os primeiros a se submeter, mas várias cidades na Grécia e nas ilhas também se submetem.[2]